# Matthew Wood (1er baronnet)
Matthew Wood 1er baronnet, né le 2 juin 1768 et mort le 25 septembre 1843 est un homme politique whig britannique.

## Biographie
Fils d'un tisserand, il s'installe à Londres en 1790. Il est alors membre de la Worshipful Company of Fishmongers. Il entre ensuite à la Cour des échevins. Il est Sheriff (1809) et lord-maire (1815-1816) de la City de Londres. Il est en 1817 élu au parlement britannique pour cette même City. Il le reste jusqu'à sa mort. Il est célèbre pour avoir pris la défense de la reine Caroline lors de son procès en divorce puis du duc de Kent, le père de la reine Victoria qui lui accorde le titre de baronnet en 1837.
Il est le grand-père de Katharine O'Shea et le grand-oncle d'Annie Besant.